# إجهاض متكرر
الإجهاض المتكرر (بالإنجليزية: Recurrent miscarriage)‏ أو فقدان الحمل المتكرر، هو فقدان حملين متتابعين أو أكثر. يختلف العقم عن هذه الحالة؛ إذ يتميز العقم بعدم القدرة على الحمل أساسًا. لا يُمكن معرفة السبب وراء فقدان الحمل المتكرر في أغلب الحالات.  توصي الجمعية الأمريكية للطب التناسلي بإجراء تقييم شامل بعد حصول ثلاث حالاتٍ أو أكثر من فقدان الحمل. يؤثر الإجهاض المتكرر بنحو 1% على الأزواج الذين يحاولون إنجاب الأطفال.

## الأسباب
توجد أسباب عديدة للإجهاض المتكرر، ويُمكن علاج بعضها فقط. لا يُحدد سبب معين لهذه الحالة عند بعض الأزواج، حتى بعد إجراء فحوصات مستفيضة. تبقى نحو 50-75% من حالات الإجهاض المتكرر مجهولة السبب.

### عوامل متعلقة بنمط الحياة
ارتبطت العوامل المتعلقة بنمط الحياة بزيادة خطر حصول الإجهاض المتكرر. وعلى الرغم من عدم إدراجها كأسباب نوعية لفقدان الحمل المتكرر، لكن ينبغي بذل كل جهد ممكن للتصدي لهذه العوامل في المرضى الذين يعانون من فقدان الحمل المتكرر، وبالذات التعرض المزمن لمجموعة من السموم مثل التدخين والكحول والعقاقير.

### العيوب التشريحية
تمتلك 15% من النساء اللواتي عانين ثلاث حالات أو أكثر من الإجهاض المتكرر عيوبًا تشريحية حالت دون إكمال الحمل؛ إذ يؤثر التركيب التشريحي للرحم على إمكانية إتمام الحمل بشكل كبير. تُعتبر التشوهات التشريحية للرحم شائعة بين النساء ويُمكن أن تكون خُلقية.
| مراجع        | معدل حصول الإجهاض المقترن مع التشوه | نوع التشوه الرحمي                  |
| [ 8 ] [ 9 ]  | 40–79%                              | الرَحم ثُنائي القَرن                  |
| [ 8 ] [ 10 ] | 34–88%                              | الرحم المفصول أو الرحم أحادي القرن |
| [ 8 ] [ 10 ] | غير معروف                           | الرحم المقوّس                       |
| [ 8 ] [ 10 ] | 40%                                 | الرحم المزدوج                      |
| [ 10 ]       | غير معروف                           | أورام العضلات الملساء في الرحم     |

#### الحالات المرتبطة بعنق الرحم
يُمكن أن يكون ضعف عنق الرحم في الأثلوث الثاني من الحمل مشكلة متكررة الحصول. يؤدي قصور عنق الرحم إلى فقدان الحمل في وقت مبكر ما يُفضي إلى إجهاضات للحمل أو ولادات قبل تمام مدة الحمل.[بحاجة لمصدر]

### الاضطرابات الكروموسومية

#### الانتقالات الكروموسومية
يؤدي حصول انتقال كروموسومي متوازن أو انتقال كروموسومي روبرتسوني في أحد الشريكين إلى تكوّن أجنة غير قادرة على النجاة والتي ينتهي بها المطاف إلى الإجهاض. يُفسر هذا سبب عمل دراسة نمط نووي (كاريوتايب) لكلا الشريكين عادةً بعد معاناة المرأة لإجهاضاتٍ متكررة.
تؤدي المشاكل الكروموسومية الموجودة في أحد أو كلا الشريكين إلى فقدان الحمل المتكرر في 3% من الحالات. على الرغم من كون المرضى الذين يعانون من مشكلة كروموسومية أكثر عرضة للإجهاض، لكن يُمكنهم إنجاب أطفال طبيعين أو غير طبيعيين.[بحاجة لمصدر]

#### اختلال الصيغة الصبغية
يُمكن لاختلال الصيغة الصبغية التسبب بفقدان عشوائي وتلقائي للحمل فضلًا عن تسببه بفقدان الحمل المتكرر. يصبح اختلال الصيغة الصبغية شائعًا أكثر مع تقدم سن الإنجاب، ما يعكس انحدارًا في جودة الخلية الجنسية.

### اضطرابات الغدد الصماء
تعاني النساء المصابات بقصور الغدة الدرقية من زيادة في خطر فقدان الحمل. يؤدي مرض السكري غير المُشخص أو غير المُسيطر عليه إلى زيادة في الإجهاضات. ترتفع معدلات فقدان الحمل لدى النساء المصابات بمتلازمة تكيس المبايض والذي ربما يرتبط بفرط الأنسولينية أو بوجود كميات كبيرة من الأندروجينات.

### فرط الخثورية
يزداد خطر الإجهاض لدى النساء اللواتي يعانين من فرط الخثورية (ميل لتكوين خثر دموية). أكثر مشاكل فرط الخثورية شيوعًا هي العامل الخامس لايدن وطفرة العامل الثاني. تُشير بعض الدراسات الأولية إلى إمكانية زيادة فرص إتمام الحمل لدى المريضات اللواتي يعانين من فرط الخثورية من خلال استخدام الأدوية المضادة للتخثر، لكنها لا تزال بحاجة إلى إثباتها قبل اعتمادها في الممارسات الإكلينيكية. تجدر الإشارة إلى إمكانية الكثير من النساء المصابات بفرط الخثورية إتمام حملٍ واحدٍ أو أكثر دون مشاكل تذكر، في حين قد يعاني القسم الآخر من مضاعفات الحمل. يُمكن لفرط الخثورية التسبب بنحو 49-65% من حالات الإجهاض المبكر.

### العوامل المناعية
يبدو أن الخاصية الشائعة للعوامل المناعية في التسبب بفقدان الحمل المبكر هي نقصان التحمل المناعي للأم تجاه الجنين.

#### متلازمة أضداد الفوسفوليبيد
متلازمة أضداد الفوسفوليبيد هي أحد أنواع أمراض المناعة الذاتية والتي تُعتبر من الأسباب الشائعة لفقدان الحمل المتكرر. تمتلك 15% من النساء، اللواتي عانين من إجهاض واحد أو أكثر، مستويات عالية من الأجسام المضادة للفوسفوليبيد. يُمكن إجراء فحص للكشف عن وجود الأجسام المضادة لدى النساء اللواتي عانين من أكثر من إجهاض في الأثلوث الأول للحمل، أو إجهاض واحد في الأثلوث الثاني من الحمل، وذلك من أجل معرفة ما إذا كانوا مصابين بمتلازمة أضداد الفوسفوليبيد. تتناول النساء المُشخصات بإصابتهن بمتلازمة أضداد الفوسفوليبيد الأسبرين والهيبارين في الأحمال اللاحقة، لكن لا تزال هناك تساؤلات حول فعالية هذه العلاجات، وذلك بسبب عدم إخضاعها لتجارب سريرية عالية الجودة.

#### الأجسام المضادة للدرقية
يرتبط وجود الأجسام المضادة للدرقية بزيادة في خطر الإجهاض المتكرر مع نسبة ترجيح قدرها 2.3 (95% معامل ثقة: 1.5-3.5).

#### زيادة عدد الخلايا الفاتكة الطبيعية في الرحم
توجد الخلايا الفاتكة الطبيعية، وهي نوع من خلايا الدم البيض، في النسيج الرحمي. قد يرتبط وجود مستويات عالية من هذه الخلايا بفقدان الحمل المتكرر، لكن وجود أعداد عالية من هذه الخلايا لا يُعد مؤشرًا لحصول فقدان في الحمل لدى النساء اللواتي لم يعانين من الإجهاض مسبقًا.

#### تشارك مستضد الكريات البيضاء البشرية بين الأبوين
لم تؤكَّد بعد الدراسات المشيرة لاحتمالية وجود ارتباط بين تشارك مستضد الكريات البيضاء البشرية بين الأبوين وبين حصول فقدان الحمل.[بحاجة لمصدر]

#### معقد التوافق النسيجي الأصغر الموجود لدى الذكر
يؤدي اكتساب الأمهات لمناعة ضد معقد التوافق النسيجي الأصغر الموجود لدى الذكر، والمعروف باسم مستضد (أتش-واي)، دورًا مُمرضًا في الكثير من حالات الإجهاض المتكرر الثانوي، وهو إجهاض متكرر في الأحمال التالية لحمل تام نتج عنه ولادة طفل حي. يظهر هذا التأثير جليًا من خلال تغير معدل الأطفال الذكور إلى الأناث المولودين قبل الإجهاض المتكرر من 1.49 إلى 0.76 بعد حصول الإجهاض المتكرر الثانوي.

### عوامل متعلقة بالمبايض

#### عيب الطور الأصفر
تُعد مشكلة عيب الطور الأصفر من الأمور المعقدة. تشير النظرية المُفسرة لهذا المفهوم إلى عدم كفاية كمية هورمون البروجستيرون المُفرز من قبل الجسم الأصفر لإدامة الحمل في بدايته. في السابق، قُيّمت هذه الحالة من خلال أخذ خزعة من بطانة الرحم، لكن لم تؤكد الدراسات الحديثة صلاحية هذه الطريقة في تقييم الحالة. لا تزال الدراسات المتعلقة بأخذ مكملات البروجسترون شحيحة، مع ذلك، يشيع إعطاء مكملات البروجسترون في هذه الحالات استنادًا إلى أسسٍ عملية.[بحاجة لمصدر]

### العدوى
يُمكن لمجموعة أنواع من العدوى التسبب بفقدان الحمل لمرة واحدة، من ضمنها داء الليستريات وداء المقوسات وأنواع محددة من العدوى الفيروسية (الحصبة الألمانية والهربس البسيط والحصبة والفيروس المضخم للخلايا وفيروس كوكساكي). مع ذلك، لا توجد دراسات مؤكدة لتسبب أنواع معينة من العدوى في فقدان الحمل المتكرر لدى الإنسان. يُمكن للملاريا والزهري وداء البروسيلات التسبب بإجهاض الحمل المتكرر.

### التهاب بطانة الرحم المزمن
وُجد أن التهاب بطانة الرحم المزمن الناجم عن الإصابة بأحد أنواع البكتيريا الشائعة هو أمر منتشر لدى بعض النساء اللواتي عانين سابقًا من الإجهاض المتكرر. وجدت إحدى الدراسات أن 71% من النساء اللواتي ثبُتت إصابتهن بهذه الحالة قد عولجن بنجاح بواسطة المضادات الحيوية. تخلص هذه الدراسة إلى نتيجة مفادها: «التهاب بطانة الرحم شائع لدى النساء اللواتي يعانين من الإجهاض المتكرر»، وأن «العلاج باستخدام المضادات الحيوية قد يحسن من النواتج الإنجابية». ويُضيف المؤلفون: «يجب أن يكون تنظير الرحم جزءًا من الفحوصات الطبية التشخيصية للنساء العقيمات اللواتي يعانين من إجهاضات متكررة غير معروفة السبب».

## التقييم
أصبح الفحص بالموجات فوق الصوتية عبر المهبل الطريقة الأساسية لتقييم سلامة الحمل في مراحله المبكرة.
تُجرى الاختبارات التالية للمريضات غير الحوامل اللواتي يعانين من فقدان الحمل المتكرر: يُوصى بإجراء دراسة النمط النووي لكلا الزوجين بعد حالتين أو ثلاث حالات من فقدان الحمل، وتحاليل للدم للكشف عن فرط الخثورية، وفحوصات لوظيفة المبايض، بالإضافة إلى إجراء فحوصات للكشف عن السكر ومراقبته ووظيفة الغدة الدرقية.

## العلاج
يوجه العلاج نحو السبب وراء حصول الإجهاضات المتكررة، وذلك في حالة معرفته فقط. يبدو أن علاج النساء اللواتي عانين من إجهاضات متكررة باستخدام مضادات التخثر قد زاد من معدل الولادات الحية لدى النساء المصابات بمتلازمة أضداد الفوسفوليبيد وربما لدى النساء المصابات بفرط الخثورية الخُلقي أيضًا لكن ليس لدى أولئك اللواتي يعانين من إجهاضاتٍ متكررة مجهولة السبب. وجدت إحدى الدراسات أن العديد من النساء اللواتي عانين من التهاب بطانة الرحم المزمن «قد استعدن قدرتهن الإنجابية بعد علاجهن بمضادات حيوية ملائمة».
لا يوجد علاجات للنساء اللواتي يعانين من فقدان الحمل المتكرر مجهول السبب.  يُنصح أغلب المرضى بمحاولة الحمل مجددًا، إذ يُمكن أن ينجح الحمل التالي بنسبة 60% دون أي تداخل علاجي. مع ذلك، يتسبب كل فقدان حمل إضافي بنقصان احتمالية حصول حمل ناجح مستقبلًا ويزيد من الخطر النفسي والجسدي على الأم. لا يُساهم أخذ الأسبرين في منع الأجهاض المتكرر لدى النساء اللواتي يعانين من فقدان الحمل المتكرر مجهول السبب. لم يأتِ العلاج المناعي بنتيجة مفيدة في علاج هذه الحالة. يوجد عقار واحد تحت اسم «إن تي 100»، والذي تجري عليه حاليًا تجارب سريرية لإثبات فاعليته في علاج الإجهاض المتكرر مجهول السبب. تستقصي الدراسة دور عقار إن تي 100 في زيادة تحمل جهاز الأم المناعي للجنين لدى النساء اللواتي يعانين من الإجهاض المتكرر مجهول السبب.
يُمكن للإخصاب في المختبر مع تشخيص وراثي سابق للانغراس أن يُساعد في التعرف على الأجنة الحاملة لخطر فقدان حمل أقل من غيرها لتُنقل بعد ذلك إلى داخل الرحم. مع ذلك، لا يُحسّن الإخصاب في المختبر من اختلالات تحمل جهاز الأم المناعي للجنين.
يوصى بمتابعة المريضات الحوامل اللواتي عانين من فقدان الحمل المتكرر، بشكل دقيق خلال فترة الحمل. يُمكن أن يُفقد الحمل مرة أخرى، حتى مع علاج صحيح ومناسب للحالة، إذ يأتي كل حملٍ بأخطاره ومشاكله الخاصة به.

## التأثيرات النفسية للإجهاضات
تُصاب الأم التي تعاني من الإجهاض بأذىً نفسي وعقلي مؤثر وغير مُعترف به عادةً من الآخرين؛ إذ يُمثل الإجهاض للكثيرات فقدانًا لطفل مستقبلي وللأمومة ويثير شكوكًا حول قدرتهن الإنجابية.
«يولد الإجهاض المتكرر تأثيرًا نفسيًا هائلًا. يُعد الدعم النفسي على شكل محادثات متعددة ونصح عطوف من العوامل الهامة في إنجاح علاج الأزواج القلقين. عند عدم التعرف على عامل مسبب، لا حاجة لبدء العلاج، إذ يُمكن توقع معدلات ولادات حية تصل إلى 60-80% في الحمل اللاحق دون علاج. لهذا السبب، يجب منح الأزواج، الذين يعانون من إجهاض متكرر، دعمًا نفسيًا وطمأنينة مناسبين».

## الصلة بأمراض لاحقة
يقترن الإجهاض المتكرر بتطور لاحق  لمرض القلب التاجي وبنسبة ترجيح قدرها 2، وزيادة في خطر الإصابة بسرطان المبيض، وزيادة في خطر الإصابة بمضاعفات القلب والأوعية الدموية، وارتفاعٍ في خطر الوفيات لجميع الأسباب بنسب 44% و86% و150% للنساء اللواتي عانين من حالة أو حالتين أو ثلاث حالات من الإجهاض على الترتيب. يقع النساء اللواتي عانين من إجهاض متكرر في خطر الإصابة بمقدمات الارتعاج في الأحمال اللاحقة.